# Silvio Mondinelli
Silvio Mondinelli (apelidado de "Gnaro", 24 de junho de 1958), é um montanhista italiano. No ano de 2007, se tornou o 13.º a escalar os 14 eight-thousanders, e a sexta pessoa a realizar esta façanha sem o uso de oxigênio suplementar. Tinha 49 anos quando escalou o último dos 14 cumes, uma luta que começou em 1993 e terminou em 2007.
O Broad Peak foi o último pico que conquistou para cimentar o seu lugar entre os raros escaladores dos 14 pontos mais altos da Terra.
Ele recebeu vários prêmios, incluindo a de Cavaleiro da Ordem do Mérito da República Italiana em 27 de dezembro de 2009.

## Carreira
Mondinelli começou sua carreira de montanhismo, fazendo várias subidas no Alpes, especialmente no Monte Rosa. Em 1981 se tornou um guia alpino e de 1987 a 1991 trabalhou como instrutor guia. Em 1984 começou a escalar montanhas fora da Europa, especialmente na América do Norte e do Sul, o Himalaia e Karakorum. O ano de 2001 foi sem dúvida um dos anos mais importantes de sua carreira: em apenas cinco meses, ele escalou quatro picos com mais de 8000 metros, o monte Everest, o Gasherbrum I, o Gasherbrum II e o Dhaulagiri. Em 25 de Julho 2004, ele atingiu o cume do K2 (8611 m).

## Escaladas notáveis
- 1984. Puscanturpa, face norte (6090 m)
- 1993. Manaslu, face sul (8156 m)
- 1994. McKinley (6194 m)
- 1996. Shisha Pangma (8013 m)
- 1997. Aconcágua (6959 m) – Cho Oyu (8201 m)
- 2000. Ama Dablam (6812 m)
- 2001. Monte Everest vertente sul (8848 m) – Gasherbrum II (8035 m) – Gasherbrum I (8068 m) – Dhaulagiri (8156 m)
- 2002. Makalu (8463m)
- 2003. Kanchenjunga (8586 m)
- 2004. K2 (8611 m)
- 2005. Nanga Parbat (8125 m)
- 2006. Shishapangma (8013 m) – Lhotse (8516 m) – Annapurna (8091 m)
- 2007. Broad Peak (8051 m).[6][7]